# Ugljane
Ugljane su naselje udaljeno 6 kilometara istočno od grada Trilja, u Splitsko-dalmatinskoj županiji.

## Zemljopis
Naselje Ugljane se nalazi na krškoj zaravni uz malo krško polje. Samo naselje se razvuklo uz državnu cestu D60 koja prolazi kroz naselje povezujući grad Trilj i obližnje veliko prometno čvorište u naselju Šestanovac. Naselja koja se nalaze najbliže Ugljanama su Čaporice i Vinine.

## Stanovništvo
| broj stanovnika | 659   | 1042  | 965   | 1061  | 1287  | 1152  | 1355  | 1036  | 985   | 1048  | 1028  | 840   | 777   | 823   | 486   | 398   | 336   |
|                 | 1857. | 1869. | 1880. | 1890. | 1900. | 1910. | 1921. | 1931. | 1948. | 1953. | 1961. | 1971. | 1981. | 1991. | 2001. | 2011. | 2021. |